# Parascyllium sparsimaculatum
Espèce
Statut de conservation UICN

 DD  : Données insuffisantes
Parascyllium sparsimaculatum est une espèce de requins de l'Océan Indien au large de l'Australie.

## Référence
- Goto & Last, 2002 : A new parascylliid species, Parascyllium sparsimaculatum, from Western Australia (Elasmobranchii: Orectolobiformes). Ichthyological Research 49-1 pp 15-20.